# Полятыче
Полятыче (пол. Polatycze) — деревня в Бяльском повете Люблинского воеводства Польши. Входит в состав гмины Тересполь. По данным переписи 2011 года, в деревне проживало 160 человек.

## География
Деревня расположена на востоке Польши, к западу от реки Западный Буг, вблизи государственной границы с Белоруссией, на расстоянии приблизительно 31 километра к востоку от города Бяла-Подляска, административного центра повета. Абсолютная высота — 133 метра над уровнем моря. К востоку от населённого пункта проходит региональная автодорога 816.

## История
В конце XVIII века входила в состав Брестского повета Берестейского воеводства Великого княжества Литовского.
По данным на 1827 год имелся 21 двор и проживало 123 человека. Согласно «Справочной книжке Седлецкой губернии на 1875 год» деревня входила в состав гмины Кобыляны Бельского уезда Седлецкой губернии. С 1919 года в составе Польши (с 1939 по 1944 оккупировано немцами)
В период с 1975 по 1998 годы деревня входила в состав Бяльскоподляского воеводства.
На околице деревни располагался 6 форт "Тересполь" Брестской крепости Российской империи.

## Население
Демографическая структура по состоянию на 31 марта 2011 года:
|         | Всего | До трудоспособного возраста | Трудоспособного возраста | Старше трудоспособного возраста |
| ------- | ----- | --------------------------- | ------------------------ | ------------------------------- |
| Мужчины | 84    | 17                          | 59                       | 8                               |
| Женщины | 76    | 15                          | 40                       | 21                              |
| Всего   | 160   | 32                          | 99                       | 29                              |